# Gigabyte
Gigabyte (GB) är en informationsenhet samt en multipel av byte. Namnet kommer av SI-prefixet giga (G), för en miljard, och byte (B).
Enheten används i två skilda betydelser:
- 1 000 000 000 (109 = 10003) byte
- 1 073 741 824 (230 = 10243) byte

Enligt definition av SI och IEC motsvarar en gigabyte det förstnämnda värdet, då det är överensstämmande med värdet av tidigare nämnt SI-prefix. Det vanligaste och allmänt accepterade värdet är dock det sistnämnda. För att minimera förvirring bland de två olika värdena kan dock det sistnämnda värdet definieras som en gibibyte (GiB).